# Gotische opstand van Alarik I
De Gotische opstand van Alarik I was een binnenlandse oorlog tussen het Romeinse rijk en een voornamelijk uit Goten bestaand rebellenleger.  Deze oorlog bestond uit een aantal gewapende conflicten in de periode tussen 395 en 398, afgewisseld met perioden waarin onderhandelingen werden gevoerd en soms zelfs sprake was van samenwerking. Tijdens deze oorlog traden het westelijke en oostelijke deel van het Romeinse rijk niet eensgezind op vanwege tegenstrijdige belangen. Hoofdrolspelers in dit conflict waren de West-Romeinse opperbevelhebber Stilicho, de Oost-Romeinse prefect Rufinus, diens opvolger Eutropius en Alarik, de Visigotische koning als leider van de opstandelingen. 

## Achtergrond

### De vestiging van de Goten binnen het rijk
In 376 kregen de Goten, die op de vlucht waren voor de Hunnen, toestemming van keizer Valens (364-378) zich binnen het Romeinse rijk te vestigen.De Goten verschenen in twee grote afzonderlijke groepen, de Tervingi en Greuthungi, elk met hun eigen leiders. Deze eerste twee groepen werden spoedig gevolgd door nog meer Gotische vluchtelingen. Keizer Valens  die een ernstig te kort aan mankracht had voor zijn legers zag in de nieuwkomers een nieuwe bron van soldaten en sloot met de Goten verdragen. In ruil voor militaire bijstand kregen de Goten grondgebied toegewezen binnen het rijk en de status van foederati. Daarmee was voor het eerst in de geschiedenis van het rijk sprake dat een barbaars volk zich binnen zijn grenzen vestigde en niet onderworpen was aan keizerlijke wetten. Bij de opvang en integratie van deze groepen ging veel mis door wanbeleid en miscommunicatie van de Romeinen. 
De komst van de Goten en de onmacht van de Romeinen om de bedreiging die de nieuwkomers na zekere tijd voor het rijk vormden te bezweren, leidde op termijn tot een ernstige verzwakking van de militaire kracht van het rijk, en werkte als een katalysator voor de val van West-Romeinse rijk in 476-480.

### Usurpatie van Eugenius
Een belangrijke gelegenheid waarbij de Goten het rijk van strijdkrachten moesten voorzien, deed zich voor tijdens de usurpatie van Eugenius in het jaar 392. Keizer Theodosius (379-395) bracht in 393 een leger bijeen waarin een aanzienlijk contingent Gotische hulptroepen was opgenomen. Deze Goten stonden onder bevel van hun eigen aanvoerders waarvan Alarik de belangrijkste was. De heerschappij over het rijk werd in Noord-Italië beslist in het voordeel van Theodosius tijdens de Slag aan de Frigidus in 394. De Goten vervulden een belangrijke rol tijdens de gevechten maar leden ook grote verliezen. De eigentijdse Romeinse historicus Orosius verklaarde dat, aangezien de Goten het grootste deel van de slachtoffers leden, Theodosius twee veldslagen won bij Frigidus, de ene tegen Eugenius de andere tegen de Goten.

### Het geschil over Illyricum
Theodosius I stierf het jaar na de slag.  Zijn dood op 17 januari 395 zorgde ervoor dat het rijk onder zijn twee zonen werd verdeeld: de tienjarige Honorius ging over de westelijke helft regeren en Arcadius, achttien, over de oostelijke helft.  Door de jonge leeftijd en geringe aanleg van beide broers stonden ze onder invloed van andere prominente persoonlijkheden. In het geval van Honorius was dat de magister militum Stilicho en in dat van Arcadius de Praefectus praetorio Rufinus. 
Tussen de beide rijksdelen speelde een geschil over het bezit van de prefectuur van Illyricum. Deze prefectuur werd aan het westen toebedeeld toen het rijk in 364 werd verdeeld tussen de broers Valentinianus en Valens. Later ten tijde van de oorlog tegen de Goten in 379-382 stond de toenmalige keizer Gratianus het af aan Theodosius om zijn strijd tegen de Goten te vergemakkelijken.  Na de dood van Theodosius eiste het westelijke helft het terug, iets wat de oostelijke helft verwierp.  De achtergrond van dit geschil ging verder dan louter territoriaal belang, aangezien de regio het belangrijkste rekruteringsgebied van het rijk voor soldaten was. 

## De opstand van de Goten

### De aanval op Constantinopel
De grote verliezen geleden in de slag aan de Frigidus voedde het wantrouwen van de Goten tegen de Romeinen. Toen keizer Theodosius begin 395 stierf, waren de Goten rijp om in opstand te komen. De Goten hadden genoeg van hun semi-autonome status binnen het rijk en de Tervingi en Greuthungi zochten toenadering tot elkaar. Nu het rijk verdeeld was tussen de twee zonen van de keizer waren de Goten, die als foederati gevestigd waren in Moesië in het oostelijke rijksdeel, trouw verschuldigd aan Arcadius. Van hem eisten zij meer veiligheid en kozen Alarik, die naam had gemaakt in een eerdere, kleinere opstand na de Maximus-campagne - die ook een belangrijke positie binnen het Romeinse leger ambieerde - tot hun koning. 
Aangezien oude bronnen vaag zijn over de exacte samenstelling van het opkomende rebellenleger, betwisten historici of het voornamelijk werd gerekruteerd uit Gotische milities of samengesteld uit een gemengde macht van ontevreden veteranen van de Frigidus-campagne. Voorstanders van een etnisch gemengde opstand wijzen erop dat veel gewapende, ontevreden groepen destijds actief waren op de Balkan, van wie er enkele Romeinse of niet-Gotische barbaren waren. Historici zoals Ian Hughes en Herwig Wolfram hebben  betoogd dat de meeste opstandelingen waarschijnlijk Goten waren, hoewel met verschillende achtergronden. Toen het rebellenleger vervolgens over het Romeinse Rijk marcheerde, absorbeerde het een groot aantal vrijwilligers en achterblijfers van niet-Gotische komaf. Deze vormden echter wel een minderheid.
In de loop van 395 brak er een opstand van de Goten uit in Moesia. De opstandelingen verzamelden zich onder het leiderschap van Alarik en vertrokken op weg naar de keizerlijke hoofdstad Constantinopel. In hun kielzog richtten zij grote schade aan, waarbij zij  geen noemenswaardige tegenstand ondervonden van het Romeinse leger. Het oostelijke veldleger bevond zich namelijk op afstand in Klein-Azië waar het zich bezig hield met bestrijden van groepen plunderende Hunnen en in Italië verbleven veel oostelijke troepen die nog niet terug gekeerd waren na de campagne tegen Eutropius. Desalniettemin was het op dat moment een onmogelijk taak voor de Goten om de hoofdstad van het Oost-Romeinse rijk in te nemen. De keizer vertoefde veilig in zijn paleis achter de sterke muren. Alarik zocht contact met Rufinus met wie hij onderhandelingen voerde. Na toezeggingen van Rufinus, de pretoriaanse prefect van het oosten, en belangrijkste adviseur van Arcadius, werd de belegering van Constantinopel opgeheven en trokken de Goten verder naar het westen.  
Volgens historicus Thomas Burns hielden de onderhandelingen met Rufinus in dat Alarik en zijn mannen gerekruteerd werden door het oosterse regime van Rufinus in Constantinopel en naar Thessalië werden gestuurd om de aanstaande dreiging van westerse generaal Stilicho af te wenden.   Deze generaal maakte zich op, met een leger uit Italië te vertrekken, om de Gotische opstand in Griekenland neer te slaan.
Alariks' mars in 395 omvatte het passeren van de bergpas Thermopylae. Zijn troepen gingen naar Athene en langs de kust. Stilicho's propagandist Claudianus beschuldigt Alariks' leger van plunderingen die tot ver in het zuiden van het bergachtige schiereiland Peloponnesos gevoerd werden, en meldt dat alleen Stilicho's verrassingsaanval met zijn westelijke veldleger (dat hij vanuit Italië was gevaren) een eind maakten aan de plunderingen als hij Alariks strijdkrachten troepen naar het noorden verdrijft in Epirus. Zosimus voegt eraan toe dat Stilicho's troepen ook vernietigden en plunderden, en dat hij Alariks' mannen liet ontsnappen met hun buit.

### De eerste veldtocht van Stilicho en de moord op Rufinus
Met de komst van Stilicho in de herfst van 395 werd de kwestie met betrekking tot de jurisdictie van de Illyrische prefectuur relevant. Rufinus, de sterke man van het oosten vreesde dit gebied kwijt te raken aan het westen bij een overwinning van Stilicho op de Goten. Hij haalde de keizer over om Stilicho's veldtocht af te blazen. Keizer Arcadius verbood Stilicho om Alarik aan te vallen en eiste dat hij met zijn leger het grondgebied van het Oost-Romeinse rijk ging verlaten, omdat de keizer niet om zijn komst had gevraagd. Bovendien dienden de oosterse troepen te worden afgedaan. 
Het keizerlijke mandaat kwam aan bij het Romeinse kamp toen deze een aanval voorbereidden op de Goten in de vallei van Peneius, een aanval die goede vooruitzichten had om de Gotische opstand neer te slaan.  Stilicho - wiens vrouw en zoon op dat moment in Constantinopel waren - gaf gehoor aan deze opdracht, maar niet voordat hij Gainas de aanvoerder van de oostelijke troepen opdracht gaf een moordaanslag te beramen op Rufinus. Gevolg gevend aan het bevel van de keizer vertrok het westelijke leger zonder ook maar een gevechtshandeling tegen de Goten te hebben verricht en de oosterse troepen keerden terug onder bevel van Gainas. Bij aankomst in Constantinopel op 27 november 395 werd Rufinus vermoord toen hij samen met de keizer de teruggekeerde troepen inspecteerde. Zijn opvolger was Eutropius die eveneens een grote invloed had op de keizer. Zosimus beweerde dat ook Eutropius Arcadius controleerde "alsof hij een schaap was". 
Historicus Roger Collins wijst erop dat hoewel de rivaliteit gecreëerd door de twee helften van het rijk die streden om de macht in het voordeel van Alarik en dat van zijn volk werkten, doch dat dit de niet de problemen oplosten die het Gotische volk ondervond in haar voedselvoorziening. Alarik had toegang tot het Romeins gezag nodig om door Romeinse steden te worden bevoorraad. Toen hij die niet kreeg verschafte hij zich zelf toegang hiertoe.

### De plundering van Griekenland
Het leger van Alarik, nu zonder de dreiging van Stilicho's legermacht, verbleef het jaar hierop volgend (in 396) in het zuiden van Griekenland zonder dat de Oost-Romeinse regering ook maar iets ondernamen tegen zijn rooftochten.   In de pas van Thermopylae lieten de  Romeinse troepen die hier gestationeerd waren de Goten zonder verzet passeren, waarna zij de provincie Achaea binnentrokken. Ze plunderden de steden van Boeotië en trokken verder naar Piraeus, waar Athene zich overgaf en toestond dat Alarik met zijn leger de stad in trok.  Daarna gingen ze door met het brandschatten van Megara, Korinthe, Argos en Sparta . Uiteindelijke wendde de nieuwe mentor van keizer Arcadius, Eutropius zich tot 
het westen met een verzoek om hulp.Stilicho greep deze gelegenheid om te interveren in het oostelijke rijk met beide handen aan.

### De tweede veldtocht van Stilicho
Stilicho bracht zijn leger op orde, bespaarde zich een moeizame opmars over land, en in het voorjaar van 397 zette hij zijn troepen per boot over de Adriatische Zee en landde in Korinthe waar het Gotische leger van Alarik zich bevond. Na een eerste zegevierende confrontatie slaagden de Romeinen erin het Gotische legerkamp te omsingelen en waren deze aan hun genade overgeleverd. 
Desalniettemin wachtte Stilicho met het uitdelen van de genadeklap. Zijn macht over Alarik bewaarde hij als troefkaart in het politieke steekspel tussen de twee rijksdelen dat ontstond toen Stilicho besloot de keizer onder druk te zetten Eutropius heen te sturen en hem als raadsman te aanvaarden. Arcadius (d.w.z. Eutropius) wees dit voorstel af en beval Stilicho opnieuw terug te trekken. Ditmaal weigerde die hieraan gevolg te geven. De Romeinse generaal werd vervolgens tot 'publieke vijand' verklaard en beslag gelegd op al zijn bezittingen in het oosten.  Geconfronteerd met deze afwijzing koos Stilicho nu de verslagen Alarik tot zijn nieuwe bondgenoot. Ondertussen liep de spanning tussen beide rijksdelen verder op totdat Stilicho bericht kreeg dat in het westelijke deel een opstand was uitgebroken. In de provincie Afrika was de  Gildonische opstand uitgebroken door de Comes Africae Gildo op instigatie van Eutropius. De graanvoorziening van Rome liep gevaar en eind 397 besloot de Romeinse generaal met zijn leger terug te keren.  
Terug in Italië stuurde Stilicho in 398 een leger bestaande uit 5.000 veteranen naar Afrika om de opstand van Gildo te onderdrukken. Hij lichtte nog een aantal troepen van de Rijngrens en bleef besluiteloos campagne voeren tegen het oosterse rijk. Hierbij ondervond hij opnieuw tegenwerking van de Gotische troepen van Alarik.

## Nasleep
Nadat Stilicho de Goten had laten gaan, vestigden de Goten zich in Epirus. Omdat het oostelijke rijk niet genoeg mankracht had om ze alleen het hoofd te bieden, kwamen ze in 398 een vredesakkoord met de Goten overeen. Daarbij deed het oostelijke rijk allerlei toezeggingen aan de Goten en verleenden hen betere voorwaarden en extra garanties dat lokale producten, geheven als belasting in natura, zouden worden omgeleid naar hun levensonderhoud.  Alarik verkreeg de titel van magister militum per Illyricum , hetgeen inhield dat hij in deze provincie de hoogste militaire rang vervulde. Ook stemden het in met de vestiging van de Goten in de prefectuur Illyricum die werd betwist met het westerse rijk.  Met de prefectuur onder zijn controle was Alarik in staat de steden en hun arsenalen naar believen te plunderen, zodat hij de bewapening van zijn troepen kon verbeteren. 
Dit vredesakkoord had een negatief gevolg voor de  westelijke helft, aangezien zij de Goten nu als buren kregen in het naastliggende Illyricum. De Goten verkregen hiermee een basis van waaruit gemakkelijk het westen konden binnen vallen. Hetgeen vanaf het jaar 401 daadwerkelijk gebeurde en de opmaat vormde voor de Gotische oorlog van 402-403.   